# Heaven (píseň, Depeche Mode)
„Heaven“ je třetí píseň z alba Delta Machine britské elektronické hudební skupiny Depeche Mode a zároveň jejich 50. singl. Píseň měla premiéru na ranní show Kevin and Bean americké rádiové stanice KROQ 30. ledna 2013. Videoklip, režírovaný Timothem Saccentim, měl fyzickou premiéru na VEVO 1. února a na to, že ho nerežíroval Anton Corbijn, měl neočekávaný úspěch. Jako B-strana tohoto singlu byla vybrána píseň „All That's Mine“, jejímž autory jsou Dave Gahan a Kurt Uenala.

## Seznam skladeb

### CD singl
1. „Heaven“ (Album Version) – 4:03
2. „All That's Mine“ (Deluxe Album Version) – 3:23

### CD maxi singl
1. „Heaven“ (Album Version) – 4:03
2. „Heaven“ (Owlle Remix) – 4:48
3. „Heaven“ (Steps to Heaven Remix) – 6:07
4. „Heaven“ (Blawan Remix) – 5:43
5. „Heaven“ (Matthew Dear vs. Audion Vocal Mix) – 5:59

### 12″ vinylový singl (limitovaný)
1. A1. „Heaven“ (Blawan Dub) – 7:14
2. A2. „Heaven“ (Owlle Remix) – 4:48
3. B1. „Heaven“ (Steps to Heaven Voxdub) – 6:11
4. B2. „Heaven“ (Matthew Dear vs. Audion Instrumental Mix) – 6:10

## Obsazení
- Christoffer Berg – programování
- Anton Corbijn – design, fotografie
- Flood – mix
- Ben Hillier – produkce
- Rob Kirwan – mixový engineering
- Ferg Peterkin – engineering
- Bunt Stafford-Clark – mastering
- Kurt Uenala – doplňující programování, nahrávání vokálů